# السياحة في سويسرا

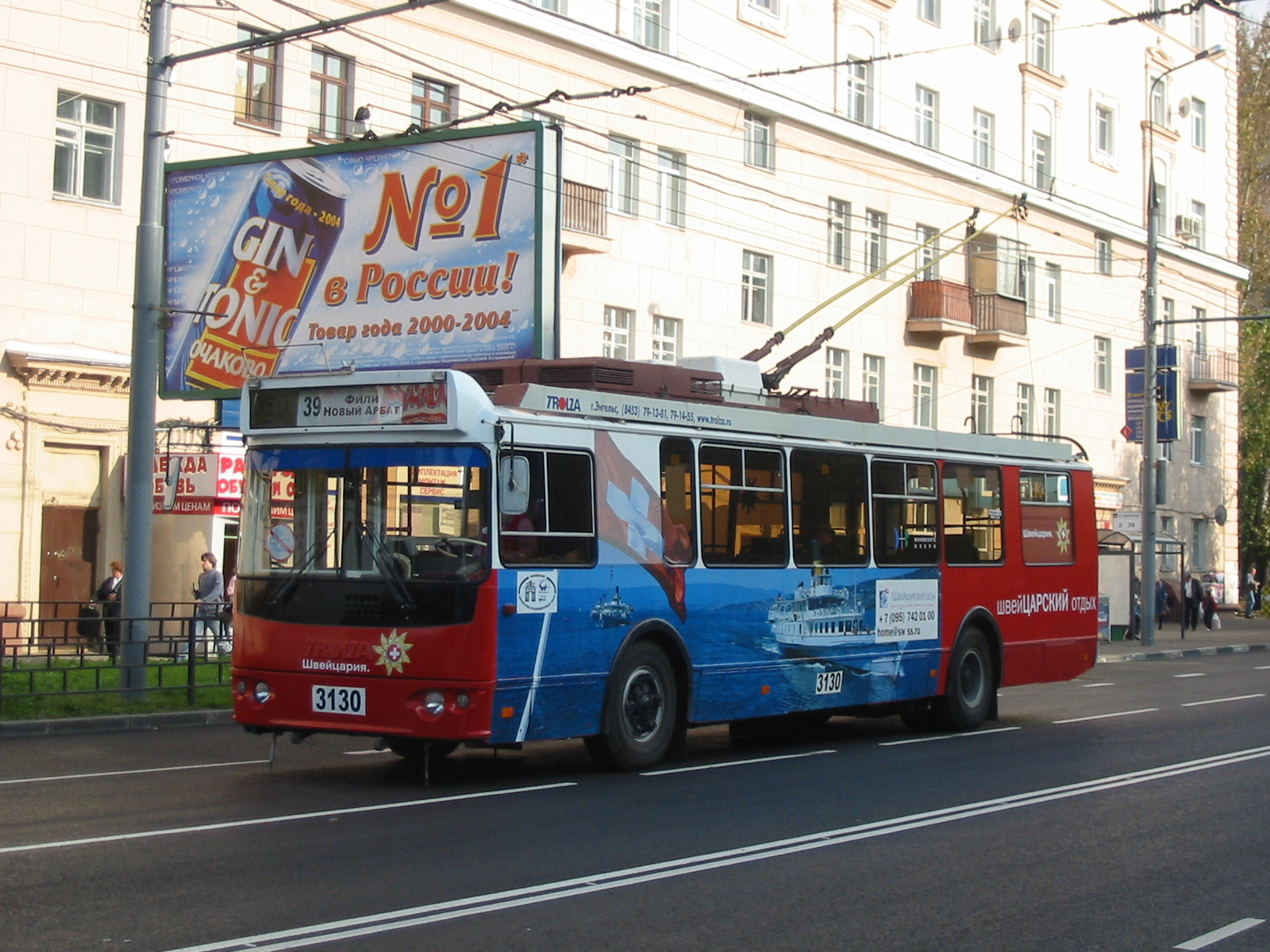
حافلة ترولي موسكو ZiU-9 3130 على شارع باركلايا الخط 39

ينجذب السياح إلى المناظر الطبيعية المتنوعة في سويسرا بالإضافة إلى الأنشطة المتاحة، والتي تستفيد من مناخ جبال الألب والمناظر الطبيعية، وخاصة التزلج وتسلق الجبال.
اعتبارًا من عام 2016، شكلت السياحة ما يقدر بنحو 2.6٪ (16.8 مليار فرنك سويسري) من الناتج المحلي الإجمالي لسويسرا، مقارنة بنحو 2.6٪ (12.8 مليار فرنك سويسري) في عام 2001.

## التاريخ
بدأت السياحة في سويسرا مع متسلقي الجبال البريطانيين الذين تسلقوا القمم الرئيسية لجبال الألب البرنية في أوائل القرن التاسع عشر.
تأسس نادي الألب في لندن عام 1857. وكان التعافي في جبال الألب -وخاصة من مرض السل- فرعًا مهمًا آخر من السياحة في القرن التاسع عشر وأوائل القرن العشرين: على سبيل المثال في دافوس، غراوبوندن. ونظرًا لأهمية جبال الألب البرنية في تسلق الجبال البريطانية، فقد عرفت منطقة أوبرلاند البرنية لفترة طويلة كوجهة سياحية. وحققت شلالات رايشنباخ في ميرينجن شهرة أدبية كموقع للوفاة الخيالية لشيرلوك هولمز للسير آرثر كونان دويل (1893). وقد قدمت شركتا توماس كوك ولون ترافيل أولى العطلات السياحية المنظمة إلى سويسرا خلال القرن التاسع عشر. وكانت السياحة في سويسرا مقتصرة على الأثرياء حتى أصبحت شائعة على نطاق واسع في القرن العشرين.

## الوجهات السياحية البارزة في سويسرا

### المدن الكبرى
- زيورخ
- بيرن
- لوسيرن
- بازل
- جنيف
- لوزان

### المدن الصغيرة
- مونترو
- سيون
- ثون
- نيوشاتيل
- فريبورغ
- شافهاوزن
- سانت غالن
- تشور
- لوغانو

### منتجعات في جبال الألب
- غريسونز
- سانت موريتز
- سكول دافوس
- أروسا
- وسط سويسرا
- إنجلبيرج
- أندرمات
- شرق سويسرا
- أبنزل وايلدهاوس
- فاليه
- أليتش
- فيربير
- كران-مونتانا
- ساس-في
- زيرمات
- فاود
- ليسين
- بيرنيز أوبرلاند
- غريندلوالد
- غشتاد
- إنترلاكن
- تيسينو
- أيرولو

### المناطق الطبيعية
- جبال الألب البرنية، بين الهضبة السويسرية وفاليه، والمعروفة بجبالها العالية (ولا سيما آيجر ومونش ويونغفراو) والأنهار الجليدية الضخمة (ولا سيما نهر أليتش الجليدي)، والوديان العميقة ذات الشلالات مثل لوتيربرونينتال

- جبال الألب الفاليه، على الجانب الأيسر من وادي الرون، تحتوي على أعلى الجبال في البلاد (ولا سيما مونتي روزا وماترهورن) ومنتجعات التزلج الكبيرة مثل زيرمات

- كتلة جوتهارد، مع ممر جوتهارد في قلبها، والتي تشتهر بطرق جوتهارد التاريخية (المحور الشمالي - الجنوبي)، وخط سكة حديد ماترهورن جوتهارد بان (المحور الغربي - الشرقي) والعديد من ممرات الطرق المرتفعة الأخرى (نوفينين، جريمسيل، فوركا، سوستن، كلاوسن، أوبيرالب ولوكمينير)

- بحيرة لوسيرن، أكبر بحيرة في وسط سويسرا، وتشتهر بالعديد من خطوط السكك الحديدية الجبلية في الجبال المحيطة، ولا سيما ريجي وبحيرة جنيف، أكبر بحيرة في البلاد، وتشتهر بالريفييرا والعديد من مزارع الكروم

- بحيرة كونستانس، ثاني أكبر بحيرة في البلاد

- سيلاند، منطقة بحيرة نوشاتيل وبحيرة بيال وبحيرة مورات
- جبال جورا، منطقة جبلية مرتفعة بشكل معتدل شمال هضبة سويسرا
- نهر الراين، أكبر نهر في البلاد، يشتهر أيضًا بشلالات الراين
- البحيرات الإيطالية، مجموعة من البحيرات على الحدود الإيطالية (ماجوري ولوغانو)، وتشتهر بأنها أدفأ مكان في البلاد.